# Luci Magi
Luci Magi (en llatí Lucius Magius) va ser un militar romà del segle i aC. Formava part de la gens Màgia, una gens romana plebea originària de Càpua.
Era legat de l'exèrcit de Gai Flavi Fímbria en la guerra contra Mitridates VI Eupator l'any 84 aC. Va desertar junt amb Luci Fanni i va passar al camp del rei del Pont al que va convèncer d'entrar en negociacions amb Sertori a Hispània amb l'ajut del qual podria obtenir la sobirania de l'Àsia Menor. Mitridates va enviar als dos desertors a Hispània l'any 74 aC, on van signar un tractat en nom del rei del Pont. Sertori va prometre a Mitridates la Bitínia, Paflagònia, Capadòcia i Galogrècia (Galàcia) pel seu ajut contra el govern romà. Sertori va enviar a Mitridates al general Marc Vari al que acompanyaven com a consellers Luci Fanni i Luci Magi. Per consell d'ells Mitridates va començar la tercera guerra contra Roma. El senat havia declarat enemics públics a Fanni i Magi. Magi ja no torna a ser mencionat.